# Toni Leistner
Toni Leistner, né le 19 août 1990 à Dresde, est un footballeur allemand qui évolue au poste de défenseur au Hertha BSC.

## Biographie
Toni Leistner joue 135 matchs en 2. Bundesliga avec les clubs du Dynamo Dresde et de l'Union Berlin.
Le 17 août 2018, il rejoint le club anglais des Queens Park Rangers.
Le 30 janvier 2020, il est prêté à FC Cologne.